# Colobomatus vallei
Colobomatus vallei is een eenoogkreeftjessoort uit de familie van de Philichthyidae. De wetenschappelijke naam van de soort is voor het eerst geldig gepubliceerd in 1984 door Essafi, Cabral & Raibaut.